# 31. п. н. е.

## Догађаји
- 2. септембар — У великој поморској бици код Акцијума у Јонском мору Октавијан је победио флоту римског војсковође Марка Антонија и египатске краљице Клеопатре.
- У Риму се први пут подижу зграде на бази цемента